# جبل التقوى

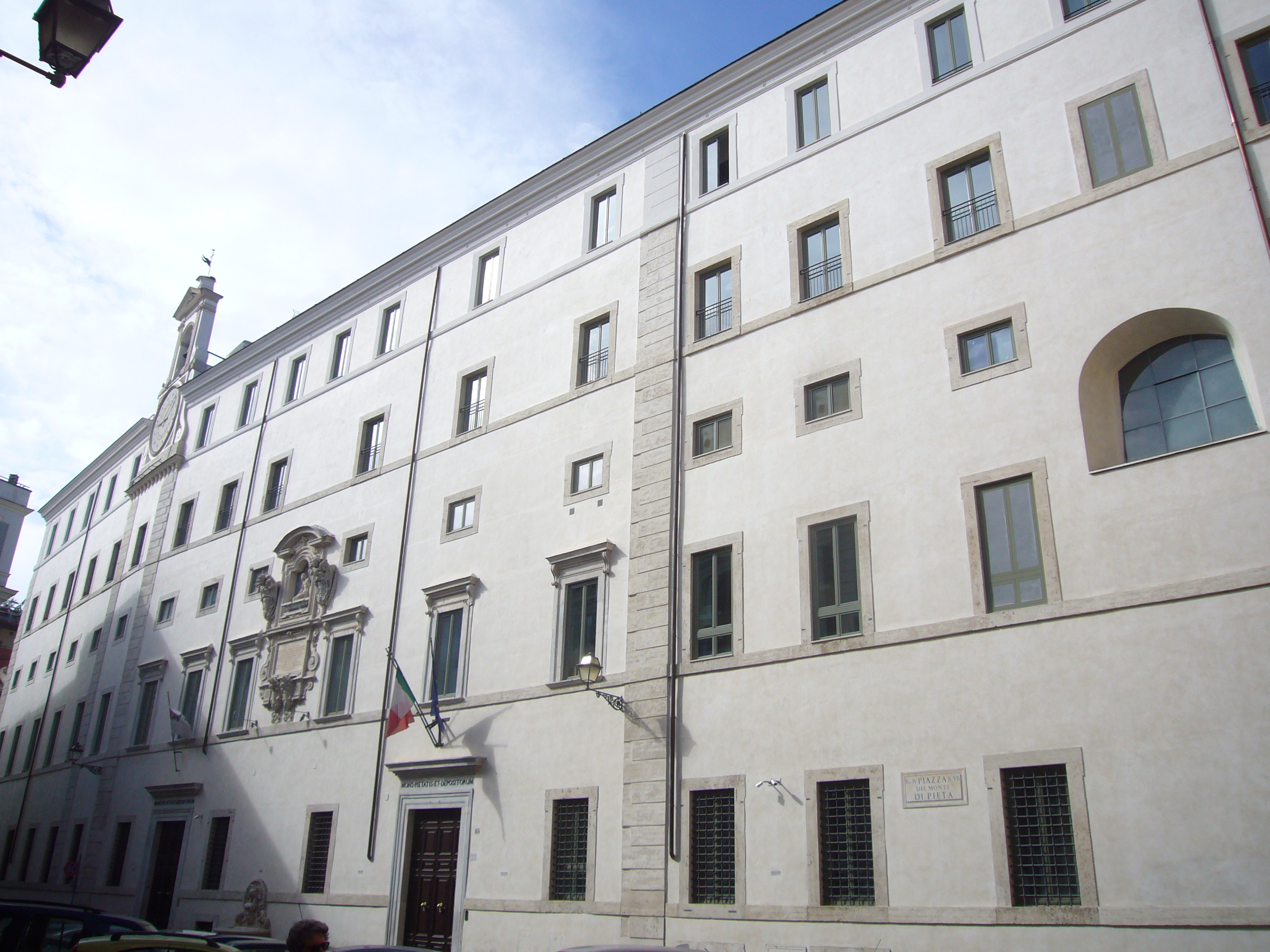
مؤسسة جبل التقوى في روما.

جبل التقوى (بالإيطالية: monte di pietà؛ بالإسبانية: monte de piedad؛ بالفرنسية: mont de piété) هي منظمة غير ربحية تعمل كمرتهن مؤسسي وكجمعية خيرية في أوروبا؛ ظهرت في العصور الوسطى وما تزال تعمل حتى اليوم. أنشئت مؤسسات مماثلة في المستعمرات التابعة إلى الدول الكاثوليكية.
نشأت هذه المؤسسة في إيطاليا في القرن الخامس عشر في المدن من خلال حركة إصلاح ضد إقراض المال، وكانت واحدة من أبرز الأشكال المبكرة للأعمال الخيرية المنظمة.
تم تنظيم الوظائف وإدراتها من خلال الكنائس الكاثوليكية حيث تم تقديم القروض المالية في فائدة معتدلة إلى المحتاجين. انتشرت هذه المنظمات في أوروبا الغربية خلال العصور الوسطى، ويعود الفضل في انتشارها إلى الوعظ من قبل الفرنسيسكان وإدانتهم إلى الربا، مع دعم لاحق من قبل كل من الدعاة الدومينيكان والمثقفين الإنسانيين في القرن الخامس عشر.